# Зірки та риски
Зірки та риски (англ. stars and bars) — наочна допомога для виведення певних комбінаторних теорем. Її популяризував Вільям Феллер у своїй класичній книзі про ймовірність. Цю техніку можна використовувати для багатьох простих проблем підрахунку, таких як скільки існує способів, щоб розмістити {\displaystyle n} невідрізненних кульок у {\displaystyle k} відрізненних кошиків.

## Формулювання теорем

### Перша теорема
Для будь-якої пари додатних цілих {\displaystyle n} і {\displaystyle k}, кількість відмінних {\displaystyle k-}кортежів додатних цілих чисел, чия сума є {\displaystyle n}, задається біноміальним коефіцієнтом {\displaystyle \textstyle {n-1 \choose k-1}.}

### Друга теорема
Для будь-якої пари додатних цілих {\displaystyle n} і {\displaystyle k}, кількість відмінних {\displaystyle k-}кортежів невід'ємних цілих чисел, чия сума становить {\displaystyle n}, задається біноміальним коефіцієнтом {\displaystyle {\tbinom {n+k-1}{n}}} або, тотожно, через числом мультимножин {\displaystyle \left(\!{\tbinom {k}{n}}\!\right),} яке лічить мультимножини потужності {\displaystyle n,} елементи яких узяті із множини з {\displaystyle k} елементів (для {\displaystyle n=k=0} обидва ці числа визначені в 1).

## Доведення

### Перша теорема
Припустимо хтось має n предметів (які ми представлятимемо зірками; у прикладі нижче n = 7) які необхідно помістити в k кошиків (у прикладі k = 3), так що кожен кошик містить щонайменше один предмет; гравець розрізняє кошики (скажімо, вони пронумеровані від 1 до k), але не розрізняє n зірок (отже розташовання відрізняються кількістю зірок присутніх у кожному кошику; насправді розташовання кожне представлене k-кортежем додатних цілих як у твердженні теореми). Замість розміщення зірок у кошиках треба розміщати їх на лінії:
| ★                                          |
| Мал. 1: сім предметів представлено зірками |

де зірки для першого кошика братимуться зліва, за ними йтимуть зірки для другого кошика і т.д. Отже, розташовання буде визначено коли гравець знатиме номер першої зірки яка йде у другий кошик, номер першої зірки яка йде у третій кошик і т.д. Гравець може позначити це розміщенням {\displaystyle k-1} розділових рисок десь поміж зірок; оскільки жоден з кошиків не може бути порожнім, дозволено розміщати лише одна риску між певною парою зірок:
| \| ★ \| \\| \| ★ \| \\| \| ★ \|                                       |    |   |    |   |
| Мал. 2: дві риски окреслюють три кошики, що містять 4, 1 і 2 предмети |    |   |    |   |
| ★                                                                     | \| | ★ | \| | ★ |

Отже, гравець може розглядати n зірок як зафіксовані предмети що визначають {\displaystyle n-1} розривів, в кожному з яких може бути чи не бути одна риска. Гравець має обрати {\displaystyle k-1} таких розривів у яких будуть риски; звідси, існує {\displaystyle {\tbinom {n-1}{k-1}}} можливих розташувань (див. комбінацій).

### Друга теорема
Якщо {\displaystyle n>0}, гравець може застосувати першу теорему до {\displaystyle n+k} предметів, що дає {\displaystyle {\tbinom {n+k-1}{k-1}}={\tbinom {n+k-1}{n}}} розташувань зі щонайменше одним предметом у кожному кошику, і тоді видалити по одному предмету з кожного кошику для отримання розподілу з {\displaystyle n} предметів у {\displaystyle k} кошиків, при тому, що деякі кошики можуть бути порожніми. Наприклад, розміщення 10 предметів у 5 кошиках, за умови, що кошики можуть бути порожніми, тотожно розміщенню 15 предметів у 5 кошиках із вимогою мати не менше одного предмету у кожному кошику. Інший спосіб отримати цей біноміальний коефіцієнт: розглянути послідовність із {\displaystyle n+k-1} символів, серед яких гравець має визначити {\displaystyle n} зірок і {\displaystyle k-1} рисок (які в цьому випадку можуть іти одна за одною).
У випадку {\displaystyle k=0} (взагалі без кошиків) дозволяє 0 розташувань, хіба що {\displaystyle n} також дорівнює {\displaystyle 0} (немає предметів), тоді існує одне розташовання.